# Gutierre de Cetina

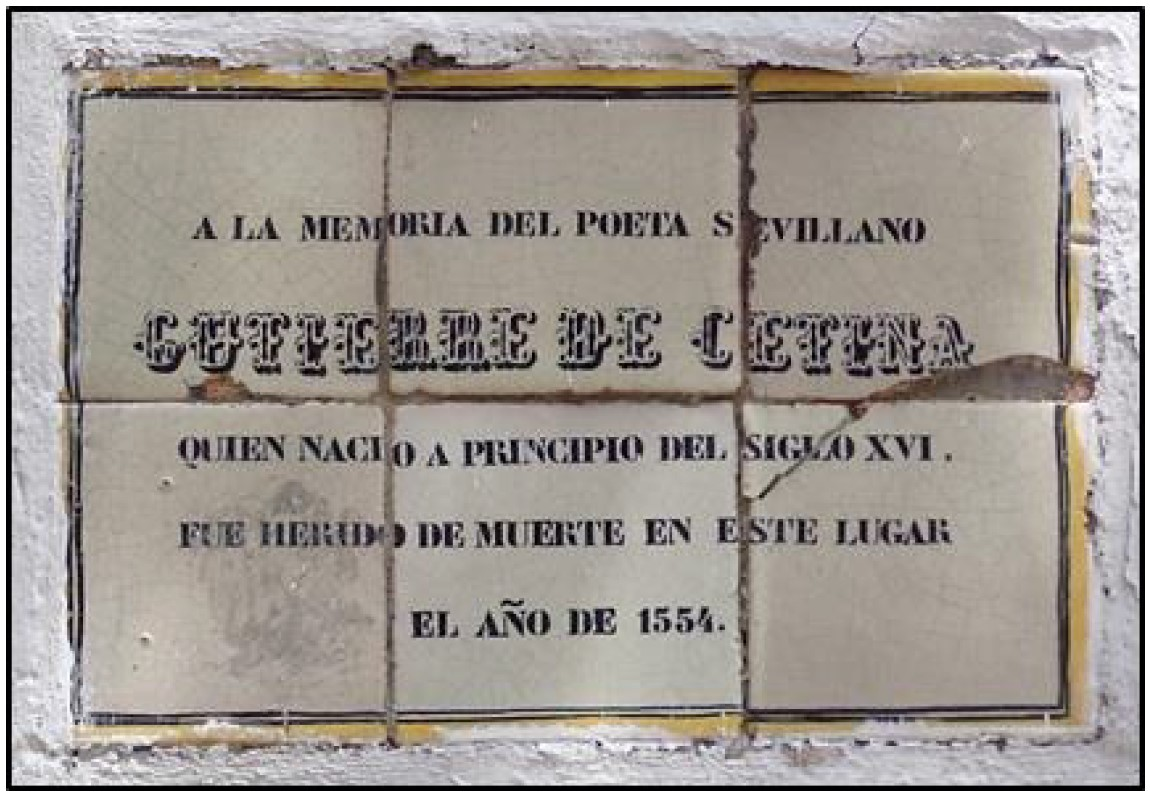
Placa en memoria del poeta sevillano Gutierre de Cetina en la ciudad de Puebla, México

Gutierre de Cetina (Sevilla, 1520-Puebla de los Ángeles, México, 1554) fue un poeta español del Renacimiento y del Siglo de Oro español.

## Biografía
Su padre, Beltrán de Cetina y Alcocer, originalmente de Alcalá de Henares y de familia noble y acomodada, siendo muy joven se va a vivir a Sevilla, donde conoce a Francisca del Castillo y Zanabria, lugareña, y (a juzgar por el apellido) de origen morisco. El casamiento se celebra en 1518 en Sevilla. En 1520 nace Gutierre de Cetina; en 1521 Beltrán; en 1525 Ana Andrea del Castillo; y en 1527 Gregorio.
Gutierre vivió un largo tiempo en Valencia, en donde fue soldado a las órdenes de Carlos I participando, en 1541, en la Jornada de Argel. Durante su estancia en Italia entró en contacto con la lírica petrarquista que tanto habría de influir en él; leyó a Luigi Tansillo, Ludovico Ariosto y Pietro Bembo, pero su lírica se inspira fundamentalmente en la del toscano Francesco Petrarca, en la del valenciano Ausiàs March y en la del toledano Garcilaso de la Vega. 
Pasó mucho tiempo en la corte del príncipe de Ascoli, Antonio de Leyva, al que dedicó numerosos poemas, y frecuentó también a Luis de Leyva y al insigne humanista y poeta Diego Hurtado de Mendoza. Adoptó el sobrenombre pastoril de Vandalio y compuso un cancionero petrarquista a una hermosa mujer llamada Laura Gonzaga. A tal dama está dedicado el famoso madrigal que ha pasado a todas las antologías de la poesía en castellano:

Ojos claros, serenos,
si de un dulce mirar sois alabados,
¿por qué si me miráis, miráis airados?
Si cuanto más piadosos,
más bellos parecéis a aquel que os mira,
no me miréis con ira,
porque no parezcáis menos hermosos.
¡Ay, tormentos rabiosos!
Ojos claros, serenos,
ya que así me miráis, miradme al menos.

En este cancionero abundan los sonetos cuya fórmula consiste esencialmente en la traducción de un pensamiento amoroso de Ausiàs March o de Petrarca en los cuartetos y un desarrollo posterior personal en los tercetos.
Hacia 1554 Cetina volvió a la Nueva España, donde ya había estado entre 1546 y 1548, con su tío Gonzalo López, quien era contador general. Allí se enamoró nuevamente, esta vez de la joven mujer casada Leonor de Osma, y bajo su ventana en Puebla de los Ángeles fue herido de muerte en 1554 por un rival celoso, Hernando de Nava, quien poseía una mitad de encomienda en Ixtacamaxtitlán y era hijo de Catalina Vélez Rascón de Guevara (apodada la Rascona) y Bartolomé Hernández de Nava, conquistador español y regidor de Puebla.